# Hans-Peter Fischer
Hans-Peter Fischer (Freiburg im Breisgau, 10 juli 1961) is een Duitse rooms-katholieke theoloog, canoniek jurist en kerkhistoricus.

## Leven
Hans-Peter Fischer groeide op met zes broers en zussen in Freiburg. Na studies in de theologie en filosofie in Freiburg en Rome, werd Fischer priester gewijd in 1989. Na werkzaam te zijn geweest in de zielzorg, promoveerde hij in 1995 in de theologie aan de Universiteit van Freiburg op het kerkhistorische proefschrift Die Freiburger Erzbischofswahlen 1898 und der Episkopat von Thomas Nörber. Hij was kapelaan in Gottmadingen en waarnemend pastoor in Bollschweil en Sölden in het Zwarte Woud. In 2001 behaalde hij zijn licentiaat in het kerkelijk recht aan het Instituut voor Kerkelijk Recht van de Universiteit van München. Hij is een alumnus van het Herzoglichen Georgianum in München. In 2002 werd hij stadspastoor in Donaueschingen en hoofd van de pastorale eenheid aldaar, alsmede van 2001 tot 2010 diocesaan rechter in het aartsbisdom München en Freising, en van 2004 tot 2010 diocesaan rechter in het aartsbisdom Freiburg.
Fischer is op initiatief van Robert Zollitsch door de Duitse bisschoppenconferentie met ingang van 8 december 2010 benoemd tot rector van Campo Santo Teutonico en het bijbehorende Duitse priestercollege (Pontificio Collegio Teutonico), als opvolger van Erwin Gatz. Hij is tevens rector geworden van de "Aartsbroederschap van Onze-Lieve-Vrouw van Smarten" (Arciconfraternità di Santa Maria della Pietà), gevestigd te Campo Santo Teutonico. Van 1 april 2012 tot 1 november 2013 nam Fischer bovendien de leiding op zich van de Duitse pastorale zorg voor pelgrims in Rome. Sinds juni 2013 doceert hij ook als docent pastorale theologie en kerkgeschiedenis aan de Pauselijke Universiteit Gregoriana. Campo Santo Teutonico maakte op haar website bekend dat Fischer op 1 februari 2017 was herbenoemd tot rector. Een beslissing over zijn opvolger is niet genomen toen hij in juli 2017 naar de Rota verhuisde, aldus de betrokken kringen.
Paus Franciscus benoemde hem op 20 juli 2017 tot auditor (rechter met de rang van prelaat) van de Romeinse Rota. Net als Josef Huber (1992-2010) en Markus Graulich (2011-2014) voor hem vertegenwoordigt hij de Duitstalige wereld bij de op één na hoogste rooms-katholieke kerkelijke rechtbank, die zich voornamelijk bezighoudt met huwelijkszaken. Fischer legde op 4 oktober 2017 zijn ambtseed af en is de eerste theoloog uit het aartsbisdom Freiburg die zitting heeft in een Vaticaanse rechtbank.
In 2000 werd Fischer door kardinaal grootmeester Carlo Furno benoemd tot ridder in de  Orde van het Heilig Graf van Jeruzalem, op 20 mei 2000 in de Dom van Aken geïnaugureerd door Anton Schlembach, groot prior van de orde, in 2013 tot officier en in 2016 tot groot officier. In 2013 werd hij benoemd tot conventueel aalmoezenier van de Orde van Malta. Sinds 2012 is hij lid van de Romeinse Broederschap van Santa Maria dell'Anima. In 2015 werd hij toegelaten tot de Vaticaanse aartsbroederschap Arciconfraternità Vaticana di Sant'Anna de' Parafrenieri. In 2016 werd hij geïnaugureerd in de dynastieke ridderorde van St. Maurice en Lazarus.
Hans-Peter Fischer is al sinds zijn studententijd lid van de katholieke studentenbroederschap KDStV Aenania München deel van het Cartellverband der katholischen deutschen Studentenverbindungen.
Sinds 2012 is Fischer mederedacteur van het Römische Quartalschrift für Christliche Altertumskunde und Kirchengeschichte.
Sinds 2016 is Fischer lid van de adviesraad van de KNA-Promedia-Stiftung in Bonn.

## Publicaties (selectie)
- Die Freiburger Erzbischofswahlen 1898 und der Episkopat von Thomas Nörber. Ein Beitrag zu Diözesangeschichte (= Forschungen zur oberrheinischen Landesgeschichte Bd. 41). Alber Verlag, Freiburg/München 1997, ISBN 3-495-49941-5 (Dissertation).
- mit Albrecht Weiland (Hrsg.): Der Campo Santo Teutonico – eine deutschsprachige Exklave im Vatikan. Schnell und Steiner, Regensburg 2016, ISBN 978-3-7954-3149-5.

- Bibliothèque nationale de France: cb13606068p (data)
- Gemeinsame Normdatei: 1068423250
- International Standard Name Identifier: 0000 0000 7249 1428
- Library of Congress Control Number: no2017038994
- Nationale Bibliotheek van Tsjechië: xx0252062
- Système universitaire de documentation: 05530852X
- Virtual International Authority File: 100310932